# Peak.cz
Peak.cz je ekonomický online magazín mapující události světové i české ekonomiky a byznysu. Čtenáři zde naleznou především analýzy, komentáře nebo rozhovory. 
Hlavními oblastmi, na které se magazín zaměřuje, jsou ekonomika, finance, investování, energetika, autoprůmysl, politika, nemovitosti, technologie, telekomunikace a lifestyle. 
V dubnu roku 2017 redakce připravila první číslo pravidelného newsletteru Peak Week, který každý pátek shrnuje nejzajímavější událost ze světa byznysu za uplynulý týden.  
Od roku 2018 začal Peak.cz s produkcí vlastního video obsahu, který vychází na stránkách magazínu a je současně zařazen do dvou pořadů v online platformě Televize Seznam. 
V roce 2019 přibyla nová rubrika, ve které významné události hodnotí vybraní odborníci na danou problematiku.  
Měsíční čtenost magazínu se podle media kitu společnosti pohybuje okolo 150 000 uživatelů. Podle služby similarweb.com ale dosahuje maximálně 15 000 návštěv. 

## Redakce
Šéfredaktorem Peak.cz je Libor Akrman, který do Peak.cz přešel z tabletového magazínu Dotyk Byznys. Předtím více než deset let působil ve vydavatelství Economia, kde pracoval jako šéfeditor serveru iHNed.cz, šéfredaktor portálu pro malé a střední firmy ProByznys.info a editor Hospodářských novin.
Zástupkyní šéfredaktora je Veronika Kudrnová, která před nástupem do Peak.cz několik let pracovala na pozici byznys redaktorky ve vydavatelství Economia. Přispívala na portál ProByznys.info a dva roky působila jako hlavní autor přílohy Podnikání Hospodářských novin.
Mezi další autory magazínu patří vybraní analytici, externí ekonomové, odborníci či akademici i lidé přímo z byznysu.

## Vydavatel
Vydavatelem Peak.cz je společnost Peak News Media s.r.o.. Všechny články magazínu jsou ke čtení zdarma.